# Phytomyza fimbriata
Phytomyza fimbriata är en tvåvingeart som beskrevs av Mitsuhiro Sasakawa 1955. Phytomyza fimbriata ingår i släktet Phytomyza och familjen minerarflugor. Inga underarter finns listade i Catalogue of Life.